# Third Mainland Bridge
Le Third Mainland Bridge ou Troisième pont du continent, est un viaduc situé à Lagos, au Nigeria. Avec ses 11 800 mètres de longueur, c'est le plus long pont d'Afrique et le 24e du monde. C'est le plus long des ponts qui relie l'île de Lagos au continent de Lagos, les deux autres ponts étant le pont Eko et le pont Carter. Il a été le plus long d'Afrique jusqu'en 1996, date à laquelle le pont du 6 octobre du Caire a été achevé. construit en deux phases : la première par le groupement d'entreprises italiennes PGH en 1976-80, et la seconde par l'entreprise nigériane Julius Berger Nigeria PLC en 1980-90.

## Histoire
Dans les années 1970, après la fin de la guerre civile au Nigeria, une période de hausse des prix du pétrole s'est ensuivie et le Nigeria a connu une forte reprise économique. Le besoin d'infrastructures, en particulier dans l'île de Lagos, la capitale, a permis de lancer la construction d'un troisième pont reliant l'île de Lagos à vocation commerciale, aux agglomérations urbaines en pleine croissance de Lagos continentale.

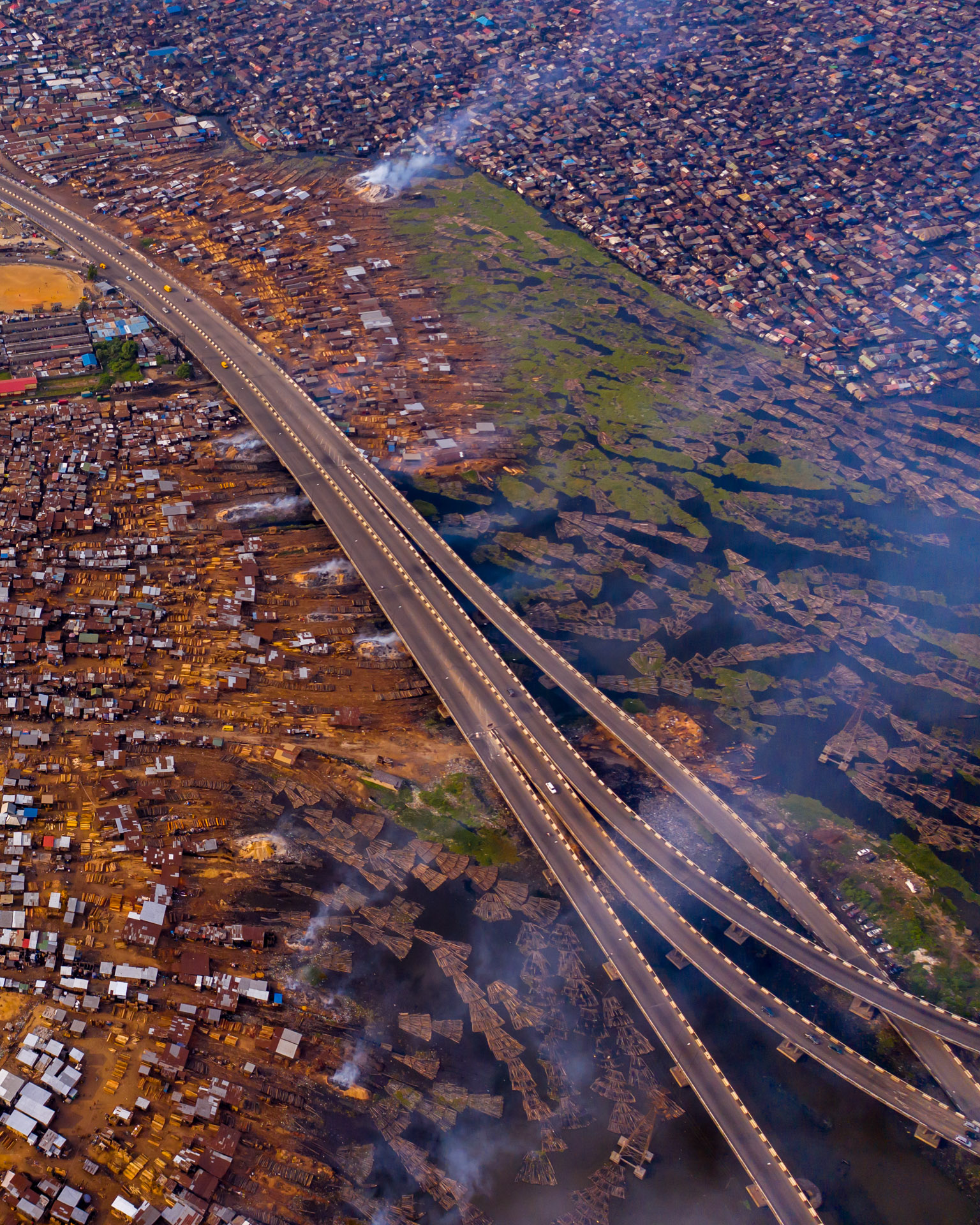
Le troisième pont du continent traverse les quartiers brûlant des ordures près de l'autoroute. L'autoroute et les déchets incendiés provoquent une pollution de l'air qui nuit aux communautés situées à proximité de l'autoroute

### La phase 1 du projet
Après avoir lancé un appel d'offres international, en 1976 le marché a été attribué à un groupement d'entreprises italiennes PGH, composé des entreprises Fiat Impresit, Girola et Borini Prono, avec le Groupe Trevi pour la partie pieux de fondations. Les travaux de cette première phase comprenaient un viaduc de 5 kilomètres de longueur, partant de l'île de Lagos et se terminant à Ebute Metta, en direction de Yaba. Le viaduc est réalisé en béton armé précontraint. Les pieux de fondation ont des profondeurs variables entre 36 et 54 mètres et le diamètre des pieux est de 1,50 m pour le pont principal traversant la lagune de Lagos et pour les échangeurs, entre 0,80 m et 1,20 m pour les autres piles. La première phase a été achevée en 1980.

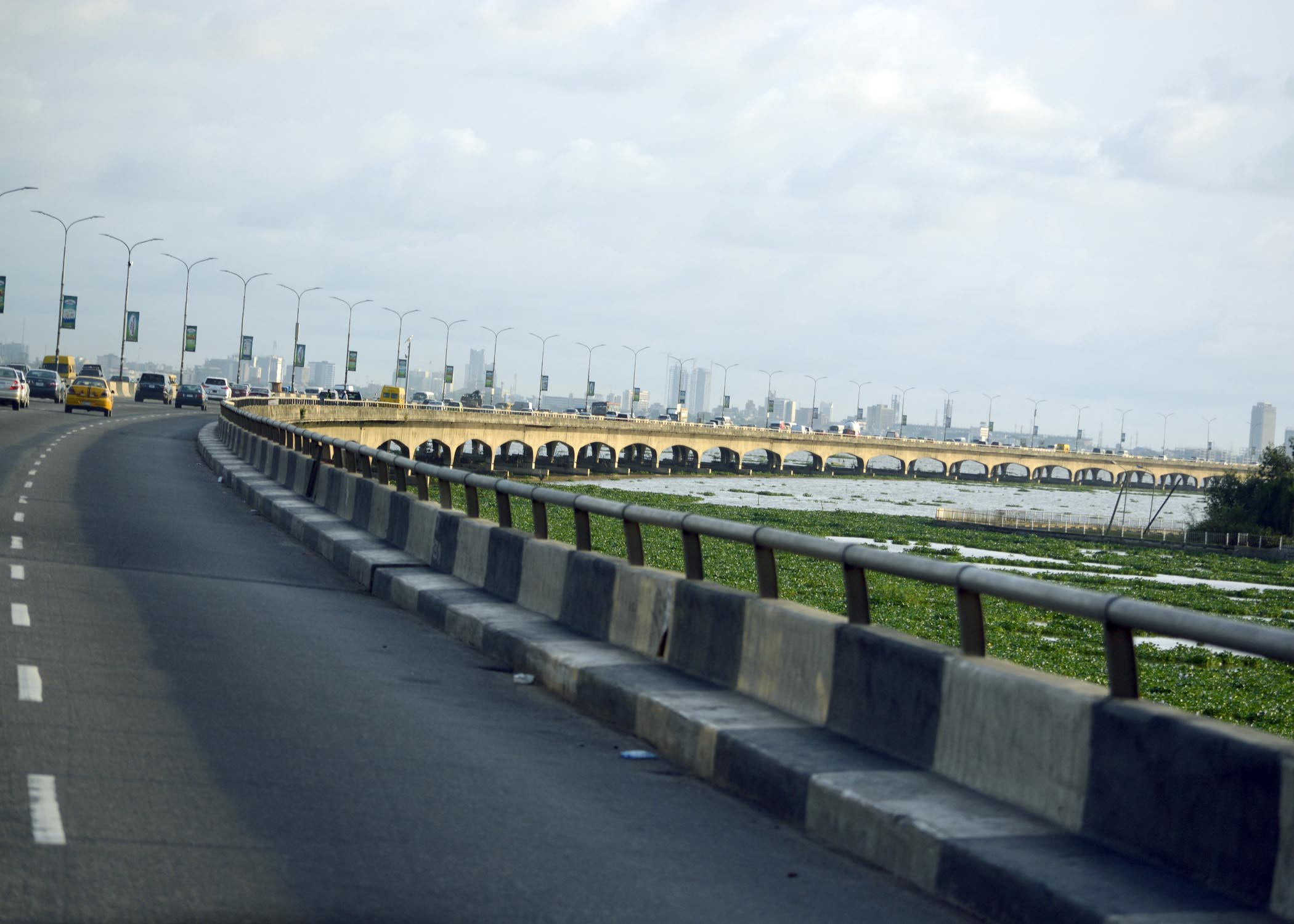
Vue du 3e pont 1re phase au départ de l'île de Lagos
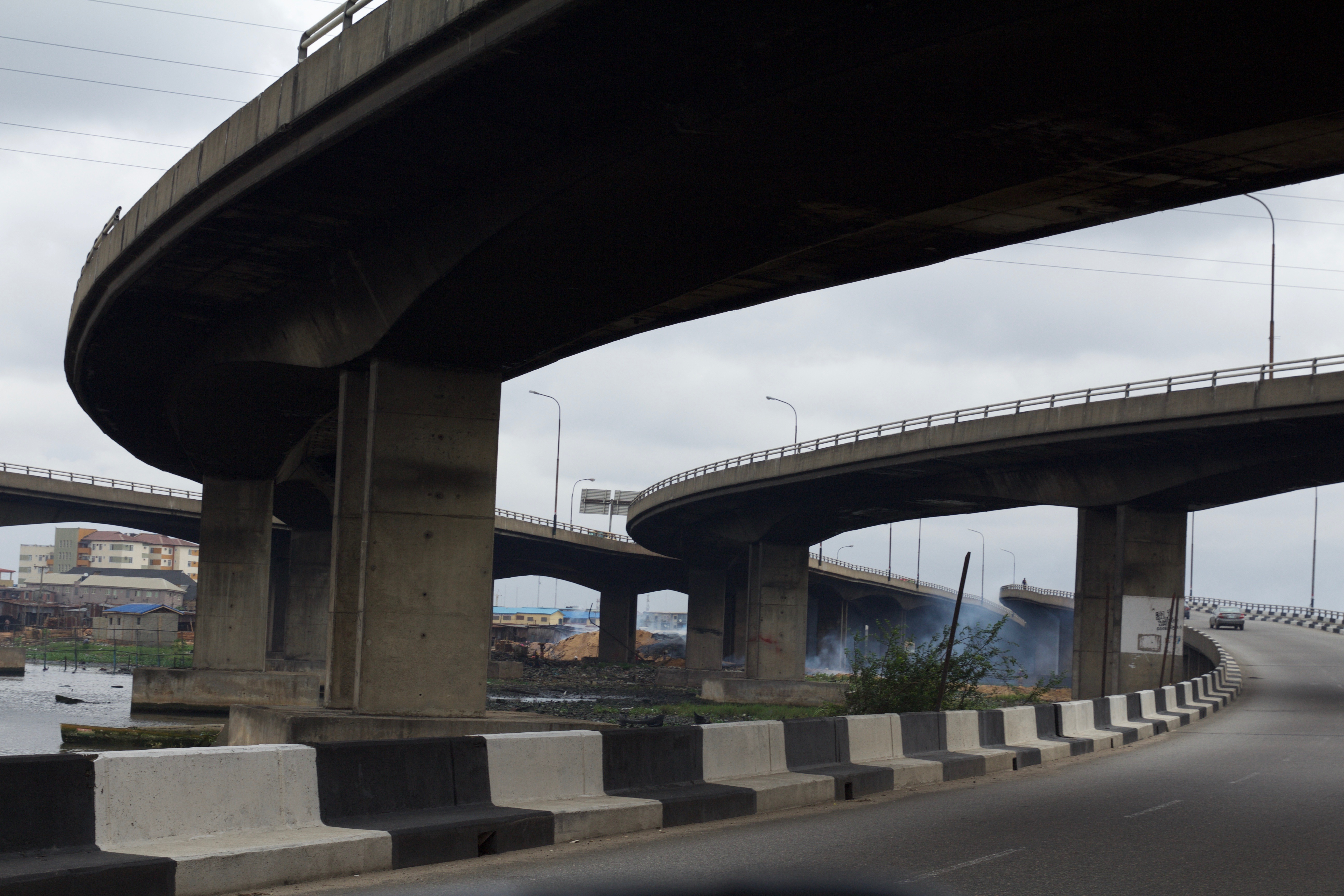
Accès au début du pont sur l'île de Lagos
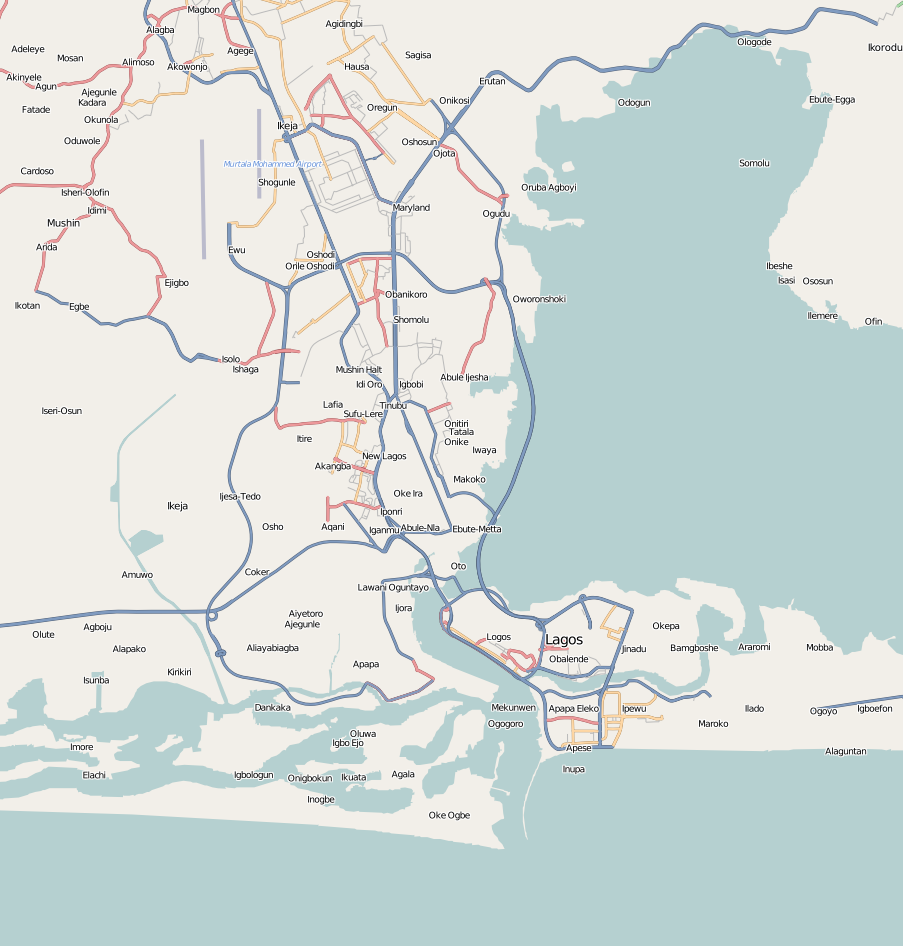
Plan détaillé de Lagos

### La phase 2 du projet
La deuxième phase, d'Ebute-Metta à Oworonshokin a été confiée à la plus importante entreprise nigériane, Julius Berger.
En 2006, de nombreux automobilistes ont signalé que l'ouvrage vibrait anormalement. Des travaux ont été engagés conduisant à plusieurs fermetures du pont. Les travaux ont été achevés en janvier 2013
Plus tard, des rumeurs ont fait état de fissures sur le pont à huit voies, rumeur démentie par les autorités mais, le 6 juillet 2020, il a été annoncé que le pont serait fermé pendant six mois pour effectuer de nouvelels réparations du 24 juillet 2020 au 24 janvier 2021.